# 한국인삼공사

1999년부터 2011년까지 사용된 한국인삼공사의 로고

한국인삼공사(韓國人蔘公社, KGC인삼공사)는 1999년에 KT&G의 자회사로 설립되어 홍삼, 홍삼제품을 제조, 판매하는 기업이다. 본사는 대전광역시에 위치해 있으며, 영업 및 마케팅, 글로벌본부는 서울특별시에 있다. 제조본부는 각각 충남 부여군, 강원 원주시에 있으며, 전국에 영업지사를 운영하고 있다.

## 개요
한국인삼공사의 대표적인 브랜드인 정관장 홍삼은 100년 이상의 장수 브랜드로, 정관장 홍삼정은 6년근 홍삼 100%를 전통적인 기법을 현대적으로 재해석해 홍삼 진액만을 농축한 고순도 제품이다.
KGC인삼공사의 홍삼제품은 철저한 품질관리와 위생관리로도 유명하다. 홍삼의 원재료는 100% 계약재배로 관리한 6년근 인삼만을 사용하고 최첨단의 고려인삼창에서 다양한 홍삼제품으로 제조해 믿고 안심할 수 있어 수십 년간 대한민국의 홍삼업계를 이끌고 있다. 이중 가장 인기 높은 제품은 '홍삼정', '에브리타임', '홍삼톤', '천녹', '화애락' 등이 있다. 홍삼하면 정관장을 떠올릴 정도로 세계적인 브랜드이다. 2016년 KGC인삼공사는 건강기능식품 업계 최초로 매출 1조원을 달성했다.
이외에도 해외사업 및 신사업에도 박차를 가하며 글로벌 종합건강기업으로 발돋움하고 있다.

## 대표 제품
- 정관장
  - 홍삼정
  - 홍삼톤
  - 에브리타임
  - 황진단
  - 천녹
  - 홍삼원
  - 활기
  - 화애락
  - 홍이장군
  - 아이패스
  - 기다림 침향
  - 지엘프로(GLPro)
  - 알엑스진(RXGIN)

## 스포츠단
KGC인삼공사는 2010년 10월, 모기업인 KT&G로부터 영업권을 인수하여 스포츠단을 출범시켰다. 각각 남자 프로농구와 여자 프로배구, 여자 배드민턴과 남자 바둑 스포츠단 4개 종목을 운영하고 있다.
- 안양 정관장 레드부스터스 (남자프로농구단)
- 대전 정관장 레드스파크스 (여자프로배구단)
- KGC인삼공사 배드민턴단 (여자프로배드민턴단)
- 정관장 천녹 (남자프로바둑단)